# Halowe Mistrzostwa Świata w Lekkoatletyce 2010 – pchnięcie kulą mężczyzn
Pchnięcie kulą mężczyzn – jedna z konkurencji rozgrywanych podczas 13. Halowych Mistrzostw Świata w hali Aspire Dome w Dosze.
Wymagane minimum A do udziału w mistrzostwach świata wynosiło 20,00. Eliminacje odbyły się 12 marca, a finał zaplanowano na kolejny dzień zawodów. W konkurencji tej startował jeden reprezentant Polski – mistrz olimpijski z Pekinu Tomasz Majewski.

## Terminarz
| Data          | Godzina | Runda                |
| ------------- | ------- | -------------------- |
| 12 marca 2010 | 09:20   | Eliminacje - grupa A |
| 12 marca 2010 | 10:30   | Eliminacje - grupa B |
| 13 marca 2010 | 16:20   | Finał                |

## Rezultaty
| Poz. - pozycja \| CR - rekord mistrzostw \| NR - rekord kraju                                      |
| PB - rekord życiowy \| SB - najlepszy wynik w sezonie \| X - próba spalona \| – - pominięcie próby |

### Eliminacje
Do zawodów przystąpiło 21 zawodników z 17 krajów. Kulomioci w rundzie eliminacyjnej rywalizowali w dwóch grupach: A i B. Aby dostać się do finału trzeba było osiągnąć co najmniej 20,30 m (Q).
| Pozycja | Grupa | Zawodnik                     | Reprezentacja     | #1    | #2      | #3      | Rezultat | Uwagi |
| ------- | ----- | ---------------------------- | ----------------- | ----- | ------- | ------- | -------- | ----- |
| 1       | A     | Ralf Bartels                 | Niemcy            | 20.22 | 20.91   | 00.00 ! | 20.91    | Q     |
| 2       | B     | Christian Cantwell           | Stany Zjednoczone | 20.72 | 00.00 ! | 00.00 ! | 20.72    | Q     |
| 3       | B     | Scott Martin                 | Australia         | 19.51 | 20.21   | 20.61   | 20.61    | Q, SB |
| 4       | A     | Dylan Armstrong              | Kanada            | 20.08 | 20.50   | 00.00 ! | 20.50    | Q     |
| 5       | B     | David Storl                  | Niemcy            | x     | 18.33   | 20.49   | 20.49    | Q     |
| 6       | B     | Carl Myerscough              | Wielka Brytania   | 18.79 | x       | 20.44   | 20.44    | Q, SB |
| 7       | B     | Pawieł Łyżyn                 | Białoruś          | 20.42 | 00.00 ! | 00.00 ! | 20.42    | Q     |
| 8       | B     | Tomasz Majewski              | Polska            | 20.27 | x       | 20.38   | 20.38    | Q     |
| 9       | A     | Andrej Michniewicz           | Białoruś          | 20.34 | 00.00 ! | 00.00 ! | 20.34    | Q     |
| 10      | A     | Cory Martin                  | Stany Zjednoczone | 19.32 | x       | 20.23   | 20.23    |       |
| 11      | B     | Asmir Kolašinac              | Serbia            | x     | 20.03   | 20.10   | 20.10    |       |
| 12      | A     | Jan Marcell                  | Czechy            | x     | x       | 20.04   | 20.04    |       |
| 13      | A     | Māris Urtāns                 | Łotwa             | 18.95 | x       | 19.97   | 19.97    |       |
| 14      | A     | Maksim Sidorow               | Rosja             | 18.10 | 19.88   | x       | 19.88    |       |
| 15      | A     | Miran Vodovnik               | Słowenia          | 19.59 | x       | 19.82   | 19.82    | SB    |
| 16      | A     | Mihail Stamatoyiannis        | Grecja            | 19.07 | x       | 19.51   | 19.51    |       |
| 17      | B     | Lajos Kürthy                 | Węgry             | 19.43 | x       | 19.26   | 19.43    |       |
| 18      | B     | Sultan Abdulmajeed Al-Hebshi | Arabia Saudyjska  | 17.98 | 18.58   | 18.67   | 18.67    |       |
| 19      | A     | Zhang Jun                    | Chiny             | 18.51 | x       | x       | 18.51    |       |
| 20      | B     | Yasser Ibrahim Farag         | Egipt             | 18.06 | x       | 17.75   | 18.06    | SB    |
| –       | B     | Marco Fortes                 | Portugalia        | x     | x       | x       | NM       |       |

### Finał
| Pozycja       | Zawodnik           | Reprezentacja     | #1    | #2    | #3    | #4    | #5    | #6    | Rezultat | Uwagi |
| ------------- | ------------------ | ----------------- | ----- | ----- | ----- | ----- | ----- | ----- | -------- | ----- |
| Złoty medal   | Christian Cantwell | Stany Zjednoczone | 21.60 | x     | 21.07 | 21.13 | 21.14 | 21.83 | 21.83    |       |
| Srebrny medal | Andrej Michniewicz | Białoruś          | 20.81 | 21.20 | 21.49 | 21.10 | 21.68 | 21.45 | 21.68    |       |
| Brązowy medal | Ralf Bartels       | Niemcy            | 20.43 | 21.44 | 21.04 | 20.76 | 20.35 | 20.93 | 21.44    | PB    |
| 4             | Dylan Armstrong    | Kanada            | 21.12 | 20.62 | 20.92 | x     | 21.39 | x     | 21.39    | NR    |
| 5             | Tomasz Majewski    | Polska            | 21.20 | x     | 20.46 | x     | 20.84 | 20.98 | 21.20    | NR    |
| 6             | Pawieł Łyżyn       | Białoruś          | x     | 19.77 | 20.03 | 20.67 | x     | x     | 20.67    |       |
| 7             | David Storl        | Niemcy            | x     | x     | 20.20 | 19.97 | 20.40 | x     | 20.40    |       |
| 8             | Scott Martin       | Australia         | x     | x     | 19.36 | 19.76 | x     | x     | 19.76    |       |
| 9             | Carl Myerscough    | Wielka Brytania   | x     | 18.50 | x     | 18.66 | x     | x     | 18.66    |       |